# 浪麻鬼箭
浪麻鬼箭（学名：Caragana jubata var. czetyrkininii）为豆科锦鸡儿属下的一个变种。

## 扩展阅读
- 維基物種上的相關：浪麻鬼箭